# دونالد (واشینگتن)
دونالد (به انگلیسی: Donald) یک منطقهٔ مسکونی در ایالات متحده آمریکا است که در شهرستان یاکیما، واشینگتن واقع شده‌است. دونالد ۹۱ نفر جمعیت دارد و ۲۶۵ متر بالاتر از سطح دریا واقع شده‌است.